# Giuseppe Viviani
Giuseppe Viviani (San Giuliano Terme, 18 dicembre 1898 – Pisa, 16 gennaio 1965) è stato un pittore e incisore italiano.

## Biografia
Soprattutto nell'incisione raggiunse risultati eccezionali, tra i maggiori del Novecento italiano (accanto a Giorgio Morandi e Luigi Bartolini), trasformando in originali immagini la sua personale visione del mondo, con una particolare predilezione per la vita del litorale pisano che ben conosceva. Visse infatti lungamente a Marina di Pisa, ed alla morte, seguendo le sue ultime volontà, le lastre originali delle sue opere furono gettate in mare al largo della piccola località costiera toscana.
Viviani raggiunse la fama soltanto nel secondo dopoguerra: era il 1948 quando gli fu assegnata la cattedra di incisione presso l'Accademia di Belle Arti di Firenze, cattedra che era già stata ricoperta da Giovanni Fattori.

Iniziò così per Viviani un periodo di grandi successi, con la partecipazione a importanti mostre e concorsi internazionali di incisione, che lo videro più volte vincitore. Nel 1960 la città di Pisa gli dedicò una grande mostra che ripercorreva tutta la sua opera, e gratificò l'artista con la nomina a "cittadino benemerito".
La vita di Viviani non fu facile: perse infatti il padre all'età di due anni e dovette trasferirsi insieme alla madre presso il nonno, un ortopedico che fabbricava protesi artificiali, oggetti che devono essersi impressi nella memoria dell'artista bambino, tanto che poi li inserì in molte sue opere. Fino alla Seconda guerra mondiale svolse numerosi e diversi lavori, senza mai però abbandonare la sua attività artistica.

Con la chiamata in cattedra a Firenze l'artista, ormai cinquantenne, ebbe finalmente il successo che meritava: le sue incisioni raggiunsero quotazioni altissime, dandogli quella tranquillità economica che gli permise di dedicarsi solo alla sua arte e alla sua seconda grande passione, la caccia: non a caso mute di segugi si trovano ritratte in molte sue opere, ed alla morte chiese ed ottenne di essere seppellito con la sua doppietta preferita. Viviani era anche un appassionato pescatore di cèe, gli avannotti di anguille che costituiscono il piatto principe della cucina pisana. A loro dedicò una litografia tirata in soli cento esemplari ed è con la ripaiola - un grande retino per pescarle nelle fredde notti invernali - che lo vediamo ritratto a Boccadarno, in una delle foto più famose.

È sepolto nella chiesa di San Francesco a Pisa.
All'indomani della sua morte, nel 1965, gli viene dedicata una retrospettiva nell'ambito della IX Quadriennale di Roma.
L'arte di Viviani è improntata ad una visione malinconica e decadente della vita, ed allo stesso tempo ad un grande amore per la vita stessa. Con un segno lineare ed essenziale ed una raffinata perizia tecnica, l'artista si è mosso tra un ingenuo immaginario popolaresco e la meditata ricerca di immagini della memoria, ricreando un mondo venato di profonda emotività e percorso da aperture metafisiche ricche di allusioni, suggestioni e significati.